# Jacek Tittenbrun
Jacek Stanisław Tittenbrun (ur. 14 kwietnia 1952 w Poznaniu, zm. 12 kwietnia 2018 tamże) – polski socjolog, profesor nauk humanistycznych o specjalności socjologia gospodarki i struktury społecznej, socjologia ogólna, związany z Uniwersytetem im. Adama Mickiewicza w Poznaniu.

## Życiorys
Rozprawę doktorską pt. Socjologia Talcotta Parsonsa a materializm historyczny obronił na Uniwersytecie im. Adama Mickiewicza w Poznaniu w 1980. Jej promotorem był Stanisław Kozyr-Kowalski, a recenzentami – Władysław Markiewicz i Jerzy Szacki. Po doktoracie zajmował stanowisko adiunkta w Zakładzie Socjologii Ogólnej Instytutu Socjologii UAM, kierowanym przez Kozyra-Kowalskiego i wszedł w skład Rady Zakładu.
Był członkiem powołanego po wprowadzeniu w Polsce stanu wojennego Zespołu Partyjnych Socjologów przy KC PZPR.
W latach 80. redagował z Andrzejem Przestalskim i Pawłem Ruszkowskim czasopismo „Lewą” (nienotowane w katalogu Biblioteki Narodowej).
Na początku lat 90. został kierownikiem utworzonego wówczas Zakładu Socjologii Gospodarki i Struktury Społecznej w Instytucie Socjologii UAM oraz wicedyrektorem Instytutu. Był jednym z członków-założycieli Stowarzyszenia Marksistów Polskich w marcu 1990.
Tytuł profesora nauk humanistycznych otrzymał 27 grudnia 1993. 
4 stycznia 1994 został potrącony przez samochód i w rezultacie wypadku doświadczył stopniowej utraty wzroku. Dzięki determinacji i wsparciu technologii kontynuował pracę naukową.
Był kierownikiem Katedry Socjologii Przedsiębiorczości i Pracy oraz Zespołu Badań Socjoekonomicznych w utworzonej w 1996 Wyższej Szkole Nauk Humanistycznych i Dziennikarstwa w Poznaniu.
Został pochowany na Cmentarzu Junikowskim w Poznaniu (pole 5-5-94-10).

## Poglądy i zainteresowania naukowe
Krytykował z pozycji marksistowskich koncepcje Leszka Nowaka, założyciela i przywódcy jednego ze skrzydeł tzw. poznańskiej szkoły metodologicznej, twórcy nie-Marksowskiego materializmu historycznego.
Reprezentował heterodoksyjną myśl marksistowską. Przez krytyków był w latach 80. określany „polskim Milovanem Djilasem”. Sam Tittenbrun jednak wskazywał zaproponowane przez Djilasa w 1957 pojęcie „nowej klasy” jako źródło koncepcji „klasy trój-panów” występującej u Nowaka (kategorie te odnosiły się do elit społeczeństwa socjalistycznego w bloku wschodnim) i tezę o istnieniu takiej klasy uważał za pseudonaukową, opartą na „superideologicznych” uproszczeniach.
Jego główne zainteresowania naukowe obejmowały socjologię gospodarki ze szczególnym uwzględnieniem problematyki własności oraz zagadnienia zróżnicowania społecznego. Jakkolwiek jego praca badawcza koncentrowała się zasadniczo na pograniczu między socjologią a ekonomią, to niejednokrotnie wkraczała ona w obszary zainteresowań filozofii, politologii i innych nauk społecznych. Implikacją owej interdyscyplinarności mogło być przesłanie do czytelników, które autor tak lubił określać trawestując Talcotta Parsonsa: Pragnąłbym, aby moje prace nie były uznane przez socjologów za zbyt ekonomiczne, a z kolei przez ekonomistów za zbyt socjologiczne.

## Członkostwo w organizacjach zawodowych
Należał do wielu zagranicznych towarzystw naukowych m.in.:
- European Association of Evolutionary and Comparative Studies,
- European Sociological Association,
- International Institute of Sociology.

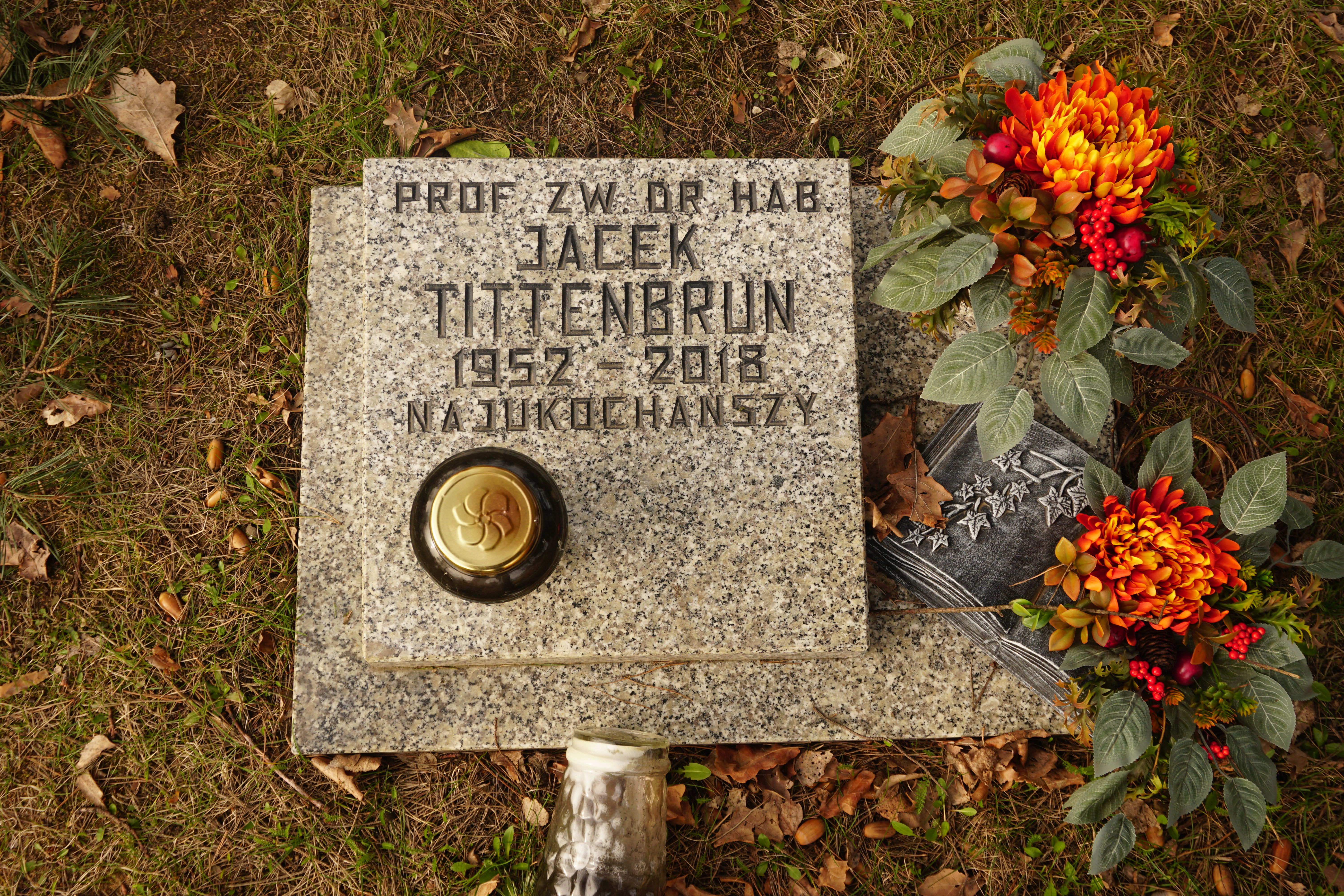
Grób prof. Jacka Tittenbruna na Cmentarzu Junikowskim

## Dorobek naukowy
Jego dorobek publikacyjny obejmował niemal 150 szkiców i artykułów w naukowych czasopismach zagranicznych i krajowych oraz pracach zbiorowych, nie licząc wielkiej liczby pozycji publicystyki teoretycznej. Autor ponad 100 publikacji naukowych, w tym 11 samodzielnych książek (2 wydane w Londynie) i współautorstwo 5 innych.
Książka Upadek socjalizmu realnego w Polsce zajęła pierwszą pozycję na liście bestsellerów wydawniczych „Nowej Europy”. Przetłumaczył również bestsellerowe studium antropologiczne Żelazny Jan Roberta Bly'a, poświęcone problemom męskiej inicjacji i życiowym wyzwaniom współczesnego mężczyzny, które doczekało się dwóch wznowień.

### Główne prace
- O tzw. nie-marksistowskim materializmie historycznym, wyd. Krajowa Agencja Wydawnicza, Poznań 1982 (wyd. II poszerzone 1984);
  - Przekład angielski: On Some Critique of the Marxian Historical Materialism, Warszawa 1984;
- Interakcjonizm we współczesnej socjologii amerykańskiej, wyd. Wydawnictwo Naukowe UAM, Poznań 1983;
- Dialektyka i scholastyka. O pewnej próbie obalenia Marksa, wyd. Książka i Wiedza, Warszawa 1986;
- Wprowadzenie do materialistyczno-historycznej teorii społeczeństw, wyd. Kolegium Otryckie, Warszawa 1986;
- Instytucje finansowe a własność kapitału akcyjnego, wyd. Nakom, Poznań 1991;
- Nowi kapitaliści? Pracownicze fundusze emerytalne a własność kapitału akcyjnego, wyd. Nakom, Poznań 1992;
- Upadek socjalizmu realnego w Polsce, wyd. Rebis, Poznań 1992;
  - przekład angielski: The Collapse of ‘Real Socialism’ in Poland, Janus, Londyn 1993;
- Ownership and society (ze Stanisławem Kozyrem-Kowalskim i Andrzejem Przestalskim), wyd. Nakom, Poznań 1993;
- Ekonomiczny sens prywatyzacji. Spór o wyższość własności prywatnej nad publiczną, wyd. Fundacja Humaniora, Poznań 1995;
  - przekład angielski: Private Versus Public Enterprise: In Search of the Economic Rationale for Privatization, wyd. Janus, Londyn 1997;
- Floriana Znanieckiego teoria osobowości a zróżnicowanie społeczne, [w:] M. Ziółkowski (red.), Ludzie przełomu tysiąclecia a cywilizacja przyszłości, wyd. Fundacja Humaniora, Poznań 2001;
- The Capitalist Class in Plural: A Theoretical Proposal, „Society and Change”, t. XI (2001), nr 3-4;
- recenzja: Fatos Tarifa (red.), The Breakdown of State Socialism and the Emerging Post-Socialist Order, The Hague: Cestrad Institute of Social Studies 2001, [w:] „Europe-Asia Studies” 2002;
- Opowieść o dwóch kapitalizmach: kapitalizm akcjonariuszy vs. kapitalizm interesariuszy [w:] A. Sakson (red.), Porządek społeczny a wyzwania współczesności, Poznań 2004;
- Eurokapitalizm, [w:] Z. Galor (red.), Europa właścicieli, Poznań 2005;
- Własność siły roboczej a kapitał ludzki i kapitał społeczny, [w:] J. Stępień (red.), Praca i kapitał społeczny w procesie budowy społeczeństwa obywatelskiego, wyd. WSNHiD, Poznań 2006;
- Teoria zróżnicowania społecznego a podział dochodów w ujęciu M. Kaleckiego [w:] G. Musiał (red.), Twórczość naukowa Michała Kaleckiego i jej znaczenie w teorii ekonomii, wyd. Akademii Ekonomicznej w Katowicach, Katowice 2006;
- Teoria stanów społecznych jako narzędzie badania zróżnicowania społecznego w sferze pozaekonomicznej, [w:] R. Suchocka (red.), Zróżnicowanie społeczne w teorii i empirii, wyd. WSNHiD, Poznań 2007;
- Z deszczu pod rynnę. Studium polskiej prywatyzacji, 4 tomy, wyd. Zysk i S-ka, Poznań 2007;
- Gospodarka a społeczeństwo w ujęciu T. Parsonsa i N. Smelsera, [w:] S. Banaszak, K. Doktór (red.), Problemy socjologii gospodarki, wyd. Wydawnictwo Wyższej Szkoły Komunikacji i Zarządzania, Poznań 2007;
- Ownership and Social Differentiation: Understanding and Misunderstandings, Lambert Academic Publishing, Saarbrücken 2011;
- Gospodarka w społeczeństwie. Zarys socjologii gospodarki i socjologii ekonomicznej w ujęciu strukturalizmu socjoekonomicznego, wyd. Zysk i S-ka, Poznań 2012;
  - przekład angielski: Economy in Society: Economic Sociology Revisited, tłum. Jacek Tittenbrun i Barbara Jazienicka, Cambridge Scholars Publishing, Newcastle 2011;
- Anti-capital: Human, Social, and Cultural, wyd. Ashgate Publishing, Farnham 2013;
- A Critical Handbook of Capitals Mushrooming across the Social Sciences, wyd. Lambert Academic Publishing, Saarbrücken 2013;
- Concepts of Capital: The Commodification of Social Life, wyd. Transaction Publishers, New Brunswick, NJ 2014;
- Kolonizacja nauki i świata przez kapitał. Teoria światów równoległych w wydaniu socjologii wiedzy, wyd. Zysk i S-ka, Poznań 2014;
- The Middle Riddle: The State of the Class, 2 t., wyd. Nova Science, New York 2015;
- Pieniądz kręci piłką. Stosunki ekonomiczno-własnościowe w futbolu, wyd. Wydawnictwo Naukowe PWN, Warszawa 2016;
- Neither Capital nor Class: A Critical Analysis of Pierre Bourdieu's Theoretical Framework, wyd. Vernon Press, Wilmington 2017.

#### Redagowane prace zbiorowe
- On Social Differentiation: A Contribution to the Critique of Marxist Ideology, cz. 2: Social Differentiation in ‘Real Socialism’ (ze Stanisławem Kozyrem-Kowalskim), Wydawnictwo Naukowe UAM, Poznań 1992;
- Własność i interesy w dobie transformacji ustrojowej, Wydawnictwo Rys, Poznań 2006;
- Capitalism or Capitalisms?, My Book, Szczecin 2009;
- Małe jest piękne? Stosunki własności siły roboczej w sektorze małych i średnich przedsiębiorstw, My Book, Szczecin 2009;
- Struktura klasowo-stanowa społeczności Poznania, Nakom, Poznań 2010;
- Spółdzielnie socjalne. Skuteczny mechanizm walki z wykluczeniem społecznym czy ślepa uliczka?, Nakom, Poznań 2010.

#### Hasła encyklopedyczne
- „Społeczeństwo”, [w:] „Encyklopedia Britannica”, wyd. Kurpisz, Poznań 2004;
- „Struktura społeczna” (współaut.), [w:] „Encyklopedia Britannica”, wyd. Kurpisz, Poznań 2004;
- „Status społeczny”, [w:] „Encyklopedia Britannica”, wyd. Kurpisz, Poznań 2004;
- „Zmiany społeczne”, [w:] „Encyklopedia Britannica”, wyd. Kurpisz, Poznań 2004;
- „Socjologia” (współaut.), [w:] „Encyklopedia Britannica”, wyd. Kurpisz, Poznań 2004.

#### Tłumaczenia
- Pradeep Bandyopadhyay(inne języki), Odnowienie ekonomiki Marksa (przekład artykułów The Renewal of Marx's Economics, „Catalyst” 12, 1978, s. 21–40 oraz Further on the Renewal of Marx's Economics: A Reply to Thompson, „Catalyst” 14, 1981, s. 72–91), wyd. Krajowa Agencja Wydawnicza, Poznań 1986;
- Robert Bly, Żelazny Jan (tytuł oryg. The Iron John), wyd. Zysk i S-ka, Poznań 1993 (wznowienia 2004 i 2017).

## Nagrody
Laureat wielu nagród naukowych oraz stypendiów zagranicznych:
- NATO,
- Fundacji Uniwersytetu Środkowoeuropejskiego,
- London School of Economics.

Uhonorowany m.in.:
- wpisem do „Kto jest Kim w Poznaniu” – Itaka 1997,
- wpisem do Złotej Księgi pracy wykonanej w ramach Research Support Scheme, Central European University 2001,
- tytułem naukowca roku 2005 przyznanym przez INTERNATIONAL BIOGRAPHICAL CENTRE, Cambridge, Anglia,
- wpisem do „Złotej księgi Nauki Polskiej. Naukowcy Zjednoczonej Europy”, PIB 2006.